# Nizamabad
Nizamabad est une ville d'Inde ayant en 2011 une population de 311 152 habitants.